# Myoictis wallacii
Myoictis wallacei là một loài động vật có vú trong họ Dasyuridae, bộ Dasyuromorphia. Loài này được Gray mô tả năm 1858.

## Hình ảnh

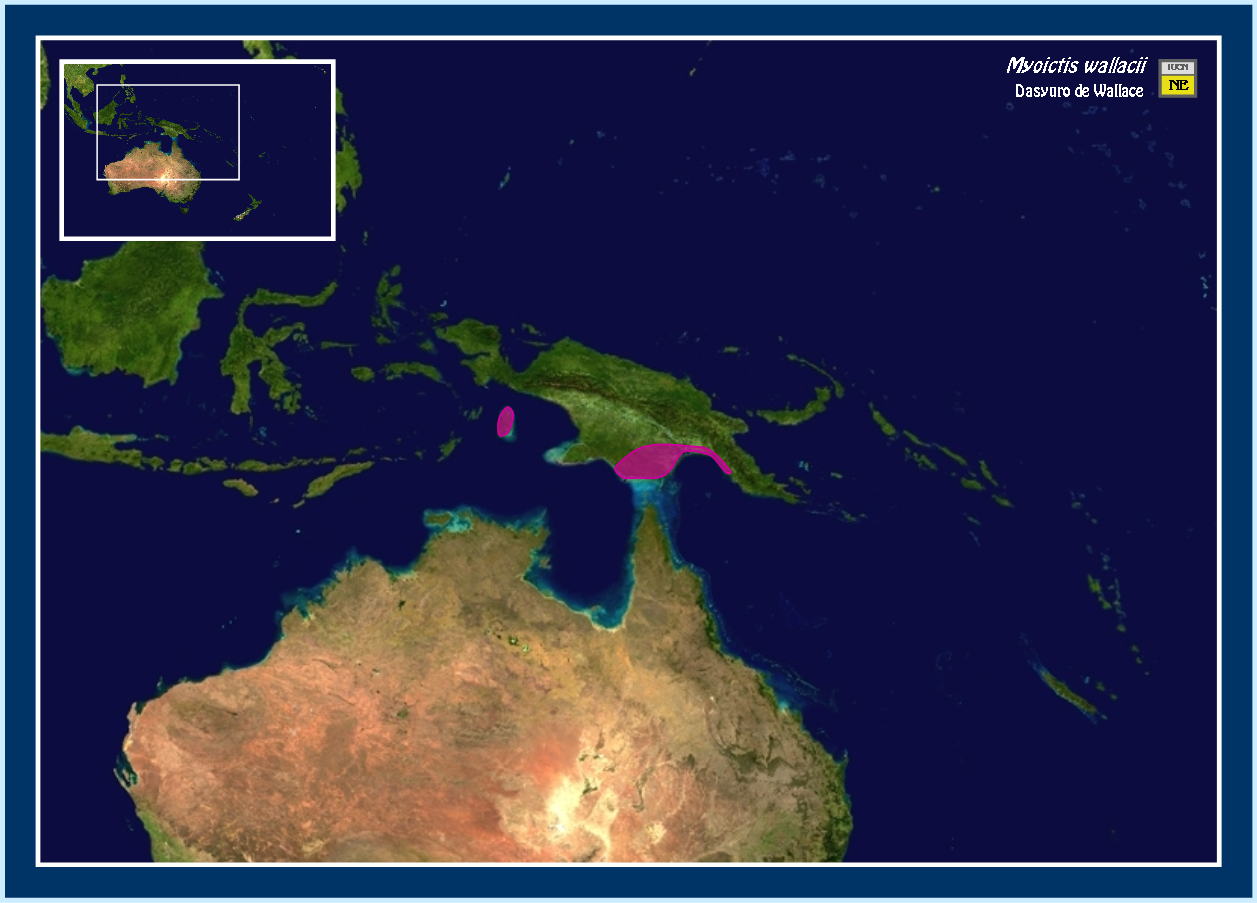